# Cisów (Ukraina)
Cisów (ukr. Тисів) – wieś na Ukrainie, w  obwodzie iwanofrankiwskim, w rejonie dolińskim.  Podporządkowany radzie miasta Bolechów.
Wieś Cissów, własność Herburtów w połowie XVI wieku, położona była w powiecie żydaczowskim ziemi lwowskiej.